# Citroën C1
El Peugeot 107, Citroën C1 i Toyota Aygo és un automòbil del segment A produït per Toyota Peugeot Citroën Automobile, una unió entre el Grup PSA i Toyota. El model és fabricat des de l'any 2005 a la República Txeca i venut sota les marques Peugeot, Citroën i la mateixa Toyota. Els tres models són pràcticament idèntics en disseny, excepte el frontal i les llums del darrere, i es diferencien en l'equipament i els tapissats interiors.
Des del seu llançament, els tres models són els més petits i econòmics en la gamma de cadascuna de les marques. El 107 substitueix al Peugeot 106, que s'havia deixat de fabricar el 2003; el C1 es col·loca per sota del Citroën C2, que juntament amb el Citroën C3 substitueixen al Citroën Saxo de fins de la dècada de 1990; mentre que l'Aygo es va pensar per a cobrir el buit per sota el Toyota Yaris a la gamma europea. El Toyota iQ, que es va començar a vendre el 2008, és més jove que l'Aygo però més costós. Els tres van ser reestilitzats a principis de 2009.
El projecte B-Zero és un quatre places fabricat amb carrosseries hatchback de tres i cinc portes, amb motor davanter transversal i tracció davantera. Es ven amb un motor gasolina de 1.0 litres de cilindrada, tres cilindres en línia, quatre vàlvules per cilindre i una potència màxima de 68CV, i amb un Diesel de 1.4 litres de cilindrada, quatre cilindres en línia, dues vàlvules per cilindre, turbocompressor, injecció directa common rail i 54CV de potència màxima.